# Buzzard Creek
Buzzard Creek són dos cons de toba de 300 i 66 metres d'ample que es troben a la capçalera de Buzzard Creek, un afluent del riu Totatlanika, prop de Healy, Alaska, Estats Units. S'eleven fins als 830 msnm. La seva darrera erupció va tenir lloc vers l'any 1050 aC.